# Мірень (Румунія)
Мірень, Мірені (рум. Mireni) — село у повіті Васлуй в Румунії. Входить до складу комуни Короєшть.
Село розташоване на відстані 235 км на північний схід від Бухареста, 40 км на південний захід від Васлуя, 93 км на південь від Ясс, 107 км на північний захід від Галаца.

## Населення
За даними перепису населення 2002 року у селі проживали 522 особи, усі — румуни. Усі жителі села рідною мовою назвали румунську.